# Lista de deputados estaduais de Mato Grosso da 5.ª legislatura
Essa é uma lista de deputados estaduais do Mato Grosso eleitos para o período 1963-1967.

## Composição das bancadas
| Partido | Líder                 | Bancada | Posição  |
| ------- | --------------------- | ------- | -------- |
| UDN     | Milton Figueiredo     | 13 / 30 | Oposição |
| PSD     | Luiz Gonzaga Del Nero | 9 / 30  | Governo  |
| PTB     | Vivaldi de Oliveira   | 7 / 30  | Governo  |
| PSP     | Rômulo do Amaral      | 1 / 30  | Oposição |

## Deputados estaduais
| Número | Deputados estaduais eleitos     | Partido | Votação | Percentual | Cidade onde nasceu          | Unidade federativa |
| 14941  | Agápito de Paula Boeira         | PTB     | 2.120   |            | Tangará da Serra            | Mato Grosso        |
| 22969  | Alexandrino Marques             | UDN     | 4.383   |            | Guiratinga                  | Mato Grosso        |
| 22137  | Antônio Alves Corrêa Filho      | UDN     | 2.864   |            | Jaciara                     | Mato Grosso        |
| 22586  | Antônio Alves Duarte            | UDN     | 3.609   |            | Dourados                    | Mato Grosso do Sul |
| 22796  | Augusto Mário Vieira            | UDN     | 3.489   |            | Cuiabá                      | Mato Grosso        |
| 14746  | Carlos Souza Medeiros           | PTB     | 2.324   |            | Anastácio                   | Mato Grosso do Sul |
| 41615  | Edil Pereira Ferraz             | PSD     | 3.117   |            | Paranaíba                   | Mato Grosso do Sul |
| 41399  | Emanuel Pinheiro da Silva Primo | PSD     | 3.418   |            | Cuiabá                      | Mato Grosso        |
| 22858  | Ermírio Leal Garcia             | UDN     | 3.156   |            | Paranaíba                   | Mato Grosso do Sul |
| 14515  | Francisco de Barros Por Deus    | PTB     | 2.211   |            | Mirassol d'Oeste            | Mato Grosso        |
| 41672  | Francisco Leal de Queiroz       | PSD     | 3.030   |            | Paranaíba                   | Mato Grosso do Sul |
| 41345  | Licinio Monteiro da Silva       | PSD     | 2.836   |            | Nossa Senhora do Livramento | Mato Grosso        |
| 41237  | Luiz Gonzaga Del Nero           | PSD     | 3.245   |            | Vila Rica                   | Mato Grosso        |
| 41983  | Luthero Lopes                   | PSD     | 2.839   |            | Rondonópolis                | Mato Grosso        |
| 22320  | Manoel de Oliveira Lima         | UDN     | 4.307   |            | Sorriso                     | Mato Grosso        |
| 22895  | Manoel José de Arruda           | UDN     | 4.370   |            | Guarantã do Norte           | Mato Grosso        |
| 22270  | Milton Teixeira de Figueiredo   | UDN     | 3.831   |            | Barão de Melgaço            | Mato Grosso        |
| 22207  | Nelson Ramos de Almeida         | UDN     | 2.813   |            | Cuiabá                      | Mato Grosso        |
| 22775  | Oscar Soares                    | UDN     | 2.612   |            | Água Boa                    | Mato Grosso        |
| 41997  | Ranulfo Marques Leal            | PSD     | 2.087   |            | Três Lagoas                 | Mato Grosso do Sul |
| 22518  | Edward Reis Costa               | UDN     | 2.654   |            | Lucas do Rio Verde          | Mato Grosso        |
| 14361  | Renê Barbour                    | PTB     | 2.796   |            | São José do Rio Preto       | São Paulo          |
| 46332  | Rômulo do Amaral                | PSP     | 2.854   |            | Corumbá                     | Mato Grosso do Sul |
| 22545  | Ubaldo Barém                    | UDN     | 2.699   |            | Ponta Porã                  | Mato Grosso do Sul |
| 41751  | Valdevino Rodrigues Guimarães   | PSD     | 3.383   |            | Sapezal                     | Mato Grosso        |
| 14906  | Valdon Varjão                   | PTB     | 3.185   |            | Cariús                      | Ceará              |
| 14985  | Vivaldi de Oliveira             | PTB     | 4.592   |            | Dourados                    | Mato Grosso do Sul |
| 14692  | Walderson Moraes Coelho         | PTB     | 2.729   |            | Torixoréu                   | Mato Grosso        |
| 41875  | Weimar Gonçalves Torres         | PSD     | 2.559   |            | Ponta Porã                  | Mato Grosso do Sul |
| 22123  | Wilson Loureiro de Oliveira     | UDN     | 4.514   |            | Nova Xavantina              | Mato Grosso        |